# Cameretten (cabaretfestival)
Cameretten is het oudste en een van de grootste cabaretfestivals van Nederland. Het festival bestaat sinds 1966 en is een voorbeeld gebleken voor alle andere grotere cabaretfestivals, met name in toernooi- en prijzenopzet.

## Naam en geschiedenis
In 1966 vond de eerste editie van het festival plaats in de Koornbeurs te Delft, georganiseerd door S.S.R. Delft. De naam van het festival is ontleend aan het voor de Koornbeurs gelegen pleintje Cameretten. De naam wordt vaak foutief geschreven als Camaretten. Tussen 1988 en 2021 werd het festival gehouden in Rotterdam, met de finales in het Oude en Nieuwe Luxor. In 2022 is het festival verhuisd naar Den Haag.

## Festivalopzet
Van alle deelnemers die zich inschrijven via een video-auditie krijgen ongeveer 15 acts een plek in een van de selectierondes. Deze voorselecties vinden in Den Haag plaats. De selectiecommissie kiest uit alle deelnemers zes deelnemers/groepen die doorgaan naar de halve finales. Deze deelnemers/groepen nemen deel aan een workshopweekend met aansluitend een aantal try-outs. Na de try-outs begint het eigenlijke festival, dat plaatsvindt in Diligentia en de Koninklijke Schouwburg in Den Haag. Per avond treden er drie deelnemers/groepen op. Op vrijdagavond worden de drie finalisten door de jury bekendgemaakt. Deze treden weer op op de finaleavond. Daarna wordt de winnaar gekozen door de jury. De jury reikt eventueel ook een Persoonlijkheidsprijs uit. Deze prijs gaat niet per se naar een van de drie finalisten, de winnaar kan ook een van de zes zijn. De drie finales van het festival hebben een professioneel gastoptreden als afsluiter van de avond. Het publiek kan digitaal stemmen voor de Publieksprijs.
In 2020 vond het festival niet plaats vanwege de coronapandemie die dat jaar uitbrak. In 2021 vond het hele festival plaats in het Nieuwe Luxortheater. In 2022 werd het festival verplaatst naar Den Haag. Het vindt sinds dat jaar plaats in Dilligentia (halve finales) en het Nationale Theater bij de Koninklijke Schouwburg (finale).

## Winnaars
| Jaar | Uitslag                                                                        | Persoonlijkheidsprijs                     | Publieksprijs         | Aantekeningen                                                                                         |
| ---- | ------------------------------------------------------------------------------ | ----------------------------------------- | --------------------- | --- |
| 2024 | 1 Oscar Smit Hermes Ahmadi Luuk Weggemans                                      | Luuk Weggemans                            | Luuk Weggemans        | |
| 2023 | 1 BRO's Daveson Ignatia Molly en Esmee                                         | Niet uitgereikt                           | BRO's                 | het duo BRO's bestaat uit Maurits Wijmenga en Ramses van Hall                                         |
| 2022 | 1 Yunus Aktas Joey & Dave Selma Visscher                                       | Niet uitgereikt                           | Yunus Aktas           | Het duo Joey & Dave bestaat uit de broers Dave en Joey Verwey                                         |
| 2021 | 1 Thjum Arts Blauwe Vinkjes Teun Wolters                                       | Michèlle Schimscheimer                    | Thjum Arts            | Blauwe Vinkjes is een duo bestaande uit Kevin van den Berg en Manon Blaauw                            |
| 2019 | 1 Remy Evers Tobi Kooiman Henk Overdijk                                        | Samir Fighil                              | Tobi Kooiman          | |
| 2018 | 1 Chris Verlaan Waterkonijnen Hassan el Rahaui                                 | Niet uitgereikt                           | Chris Verlaan         | Waterkonijnen is een duo bestaande uit Musa Abdulwahab en Ismail Aghzanay                             |
| 2017 | 1 Janneke de Bijl Andries Tunru Mark Waumans                                   | Andries Tunru                             | Janneke de Bijl       | |
| 2016 | 1 Pieter Verelst Victor Luis van Es Alex Ploeg                                 | Tim Teunissen                             | Alex Ploeg            | |
| 2015 | 1 Anne Neuteboom Tom Montfrooy Jasper Smit                                     | Niet uitgereikt                           | Anne Neuteboom        | |
| 2014 | 1 OLDENOSBORN1 Kiki Schippers Emiel van der Logt                               | Kiki Schippers                            | Kiki Schippers        | 1 Met Lize van Olden en Victoria Osborn                                                               |
| 2013 | 1 Patrick Laureij Rundfunk Fuad Hassen                                         | Niet uitgereikt                           | Patrick Laureij       | |
| 2012 | 1 René van Meurs . Jelle Denturck . Tom Lash                                   | Niet uitgereikt                           | René van Meurs        | |
| 2011 | 1 Ongericht Enthousiasme . Diederik Smit . Lankmoed                            | Kevin Bellemans                           | Lankmoed              | |
| 2010 | 1 Jasper van Kuijk . Martijn Koning . Oeloek                                   | Dianne Liesker                            | Jasper van Kuijk      | |
| 2009 | 1 Martijn Crins . Jennifer Evenhuis . Thijs van Domburg                        | Marieke Visser                            | Martijn Crins         | |
| 2008 | 1 Jorrit Rogaar . Theo van Duren . Max van den Burg                            | Art-Jan de Vries                          | Max van den Burg      | |
| 2007 | 1 Vincent Geers 2 Luc Onderbeke 3 Pia Naber                                    | Niet uitgereikt                           | Vincent Geers         | |
| 2006 | 1 Daniël Arends . Ellen Dikker . Henk Rijckaert                                | Ellen Dikker                              | Daniël Arends         | |
| 2005 | 1 Begijn le Bleu 2 Jandino Asporaat 3 Lenny                                    | Jandino Asporaat                          | Begijn le Bleu        | |
| 2004 | 1 Anuar Aoulad Abdelkrim 2 Ted Griffioen 3 Nathalie Baartman                   | Nathalie Baartman                         | Ted Griffioen         | |
| 2003 | 1 Ronald Goedemondt 2 Ilse Warringa 3 Dimitri Desmyter                         | Jochen Otten                              | Ronald Goedemondt     | |
| 2002 | 1 Ruben & Nathan 2 Wouter Deprez 3 NAKKES1                                     | Tina de Bruin                             | Ruben & Nathan        | 1 Met Susanne Zuurbier en Catrien van der Molen.                                                      |
| 2001 | 1 Anne Jan en Sofie1 2 Laurens Joensen 3 Sjaak Hartog                          | Niet uitgereikt                           | Laurens Joensen       | 1 Met Anne Jan Toonstra en Sofie van den Enk.                                                         |
| 2000 | 1 Alex Klaasen & Martine Sandifort 2 Filip Haeyaert 3 Guido Weijers            | Filip Haeyaert                            | Guido Weijers         | |
| 1999 | 1 Marc-Marie Huijbregts 2 Veldhuis & Kemper 3 Rozendaal & Van Alten            | Marc-Marie Huijbregts                     | Marc-Marie Huijbregts | . |
| 1998 | 1 Patrick Stoof 2 Stenzel & Geraldo1 3 Jacqueline Kerkhof                      | Jacqueline Kerkhof                        | Jacqueline Kerkhof    | 1 met Tiny van den Eijnden en Berry Knapen.                                                           |
| 1997 | 1 Eric van Sauers 2 Rob Urgert 3 Vrouw Holland1                                | Martijn Oosterhuis                        | Eric van Sauers       | 1 Met Gabriëlle Glasbeek, Marieke Klooster, Karin Noeken, José Zwerink en Reinout Douma.              |
| 1996 | 1 Plien en Bianca 2/3 Arie & Silvester 2/3 Zus en zo1                          | Niet uitgereikt                           | Plien en Bianca       | 1 Met Carla en Miriam Wijnen.                                                                         |
| 1995 | 1 Mumtaz Jafri 2/3 Machiel Pomp 2/3 Richard Groenendijk                        | Mumtaz Jafri                              | Mumtaz Jafri          | |
| 1994 | 1 Niet Schieten!1 2 Schudden voor gebruik2 3 Marco Hupkes                      | Niet uitgereikt                           | Niet Schieten         | 1 Met Arend Edel, Maarten Hennis en Erik Jobben 2 Met Emiel de Jong en Noël van Santen.               |
| 1993 | 1 Ernesto & Marcellino1 2 Meneer de Bruin en van de Ven 3 Els Austmann         | Els Austmann                              | Ernesto & Marcellino  | 1 Met Ernest Beuving en Marcellino Bogers.                                                            |
| 1992 | 1 Kommil Foo 2 Arno en Tanneke 3 Poppe en Vermaercke                           | Arno van der Heyden                       | Arno en Tanneke       | |
| 1991 | 1 Teeuwen en Smeenk 2 Mylou Frencken 3 Jeroen Engeln                           | Mylou Frencken                            | Teeuwen en Smeenk     | |
| 1990 | 1 Theo Maassen 2 De Boomgroep 3 Het lijk drijft al                             | Niet uitgereikt                           | Theo Maassen          | |
| 1989 | 1 Jaap Mulder 2 Peter Dictus 3 Herenakkoord1                                   | André Manuel                              | Jaap Mulder           | 1 Met Aart Terpstra, Ton Schuringa, Peer Engels, Karel Glastra van Loon, Michiel Pam, en Ad Huysmans. |
| 1988 | 1 Ien van Duinhoven 2 Basterd1 2 Peer de Graaf                                 | Marianne van Wijk                         | Ien van Duinhoven     | 1 Met Onno Innemee.                                                                                   |
| 1987 | 1 Gottmer & Leemhuis 2 Mark van de Veerdonk 3 Niet Uit Het Raam                | Mark van de Veerdonk                      | Gottmer & Leemhuis    | |
| 1986 | 1 Zindroom1 2 Harst & Hesselink                                                | Ton Wester                                | Ton Wester            | 1 Met Herman Boon en Bert Schuiling.                                                                  |
| 1985 | 1 Erna Sassen 2 Pieter Tiddens 3 Façade                                        | Pieter Tiddens                            | Erna Sassen           | |
| 1984 | 1 Klunder & Co.1 2 Gottmer & Leemhuis 3 Ongehoord                              | Thijs Roovers                             | Klunder & Co.         | 1 Met Bert Klunder en N.J. van Diemen.                                                                |
| 1983 | 1 Brigitte Kaandorp 2 Hans Liberg 3 Zindroom                                   | Paul de Leeuw                             | Brigitte Kaandorp     | |
| 1982 | 1 Zondagskinderen 2 Kaliber1 3 Urbi & Orbi2                                    | Niet uitgereikt                           | Kaliber               | 1 Met Stef Bos & Chiel van Berkel. 2 Met John van der Sanden en Joop Vos.                             |
| 1981 | 1 Frisse Jongens1 2 Purper 3 Kick & Ick2                                       | Bert Visscher                             | Frisse Jongens        | 1 Met Bavo Galama en Titus Tiel Groenestege. 2 Met Kick van der Veer en Peter Koekkoek.               |
| 1980 | 1 Pierrot Productions 1 Container B 1 Electric Alex                            | Ko van den Bosch                          | Container B           | |
| 1979 | 1 Dabaret Salu 2 Herman Finkers 3 Bockworkshop                                 | Herman Finkers                            | Herman Finkers        | |
| 1978 | 1 Joke van Leeuwen 2 Met zonder met                                            | Joke van Leeuwen                          | Joke van Leeuwen      | |
| 1977 | 1 Lage Landen Cabaret1 1 Drie Keer Bellen 2 Koud Kunstje 3 Cabaret van Santen2 | Aernoud Witteveen                         | Drie Keer Bellen      | 1 Met Aernout Witteveen. 2 Met Martin van Waardenberg en Evert de Vries.                              |
| 1976 | 1 Kwartoverelf1 2 220 Volt                                                     | Benno Hagenbeek                           | Kwartoverelf          | 1 Met René van Zanten, Kees Bos en Emilie Ehlhart.                                                    |
| 1975 | 1 Hoeraak 2 Jank1                                                              | Jan Bommerson                             | Geen Gezicht          | 1 Met Jan Bommerson en Klaas de Vries.                                                                |
| 1974 | 1 Vangrail1 2 Kwartoverelf                                                     | Kees Bos                                  | Vangrail              | 1 Met Guus Ponsioen.                                                                                  |
| 1973 | 1 Sof-O-Klets 1 2 Triolering                                                   | Frans van Vuuren                          | Sof-O-Klets           | 1 Met Frans van Vuuren.                                                                               |
| 1972 | 1 Tum Tum                                                                      | Tum Tum                                   |                       | |
| 1971 | 1 Szmulewicz 2 Step in Step uit1 3 Bellen blazen 4 Grimlach                    | Szmulewicz                                |                       | 1 Met Klaas de Vries en Aart van den Berg                                                             |
| 1970 | 1 Zoete Broodjes 2 Pieter de Jong 3 Zonder filter                              | Corry van Aalst (Corry Brandel-van Aalst) |                       | |
| 1969 | 1 R.V.S.V. 2 Peter de Jong 3 Bitterbal                                         |                                           |                       | |
| 1968 | 1 Don Quishocking 2 Kabattoir 3 Peter de Jong 5 Neerlands Hoop                 |                                           |                       | |
| 1967 | 1 Ivo de Wijs 2 TVSL 3 Kabbatoir                                               | Marnix Kappers                            |                       | |
| 1966 | 1 Déjà vu1 2 Groninger Studentencabaret '66                                    |                                           |                       | 1 Met Marnix Kappers.                                                                                 |

## Enkele niet-winnende finalisten
- 2019 Tobi Kooiman (Publieksprijs)
- 2016 Alex Ploeg (Publieksprijs)
- 2014 Kiki Schippers (Persoonlijkheids- en Publieksprijs)
- 2013 Rundfunk
- 2010 Martijn Koning
- 2005 Jandino Asporaat (Persoonlijkheidsprijs)
- 2003 Jochen Otten (Persoonlijkheidsprijs)
- 2000 Guido Weijers (Publieksprijs)
- 1996 Arie & Silvester
- 1989 André Manuel (Persoonlijkheidsprijs)
- 1987 Niet Uit Het Raam
- 1983 Hans Liberg
- 1983 Paul de Leeuw (Persoonlijkheidsprijs)[2]
- 1981 Bert Visscher (uit de groep Filter; Persoonlijkheidsprijs)[2]
- 1981 Purper
- 1981 Kick en Ick (met Kick van der Veer en Peter Koekkoek)
- 1979 Herman Finkers (Persoonlijkheidsprijs, Publieksprijs)
- 1968 Neerlands Hoop[3] (Bram Vermeulen en Freek de Jonge)
- 1967 Marnix Kappers (solo; Persoonlijkheidsprijs)